# Dega (woreda)
Pour la localité homonyme au Burkina Faso, voir Dega.
Dega est un woreda de l'ouest de l'Éthiopie situé dans la zone Buno Bedele de la région Oromia. Il a 39 466 habitants en 2007.

## Situation
D'abord rattaché à la zone Illubabor,, Dega est désormais dans la zone Buno Bedele et limitrophe de la zone Illubabor à l'ouest.
| Mako       |       | Dabo Hana    |
| Alge Sachi | Dega  |              |
|            | Chora | Bedele Zuria |

Son centre administratif, qui s'appelle Dega comme le woreda, se trouve à près de 2 300 m d'altitude au nord-ouest de Bedele.

## Population
Au recensement national de 2007, le woreda compte 39 466 habitants dont 8 % de citadins avec 3 022 habitants au centre administratif.
44 % des habitants du woreda sont orthodoxes, 40 % sont protestants et 16 % musulmans.
En 2022, la population du woreda est estimée à 57 222 personnes avec une densité de population de 162 personnes par km2 et 354 km2 de superficie.